# Mega Man X (jeu vidéo)
Mega Man X est un jeu d'action-plates-formes développé et édité par Capcom sur Super Nintendo et PC (DOS) en  1993, faisant partie de la franchise Mega Man. C'est le premier de la série dérivée Mega Man X. Un portage est publié sur téléphone mobile au Japon en 2007 ainsi qu'une adaptation sur la Console virtuelle de la Wii en 2011, de la Wii U en 2013, et de la New Nintendo 3DS en 2016, ainsi que sur Android et iOS en 2011,,,,,.

## Trame

### Contexte
Plus d'un siècle après les évènements de la première série, le professeur Cain, archéologue, découvre les ruines du laboratoire du professeur Light. Il trouve aussi une capsule contenant un mystérieux robot, baptisé X. Celui-ci était enfermé depuis 30 ans dans une capsule afin de tester ses circuits. Le professeur Cain est fasciné par ce robot doté d'un libre arbitre et s'empresse de copier minutieusement ses incroyables fonctionnalités afin de créer une nouvelle espèce d'androïde, les Réploïdes (mot-valise de réplique et androïde).
Malheureusement, en raison de leur programmation hautement complexe, les Réploïdes sont susceptibles de se comporter de manière instable, voire carrément dangereuse. Tout Réploïde défectueux ou criminel est considéré comme un Maverick. Pour combattre la menace que représentent ces dangereux androïdes, une organisation spéciale de maintien de l'ordre, les Chasseurs de Mavericks (Maverick Hunters), est fondée et dont la supervision est confiée à Sigma, un des Réploïdes les plus avancés du moment.
Pourtant, même Sigma n'est pas à l'épreuve d'un comportement Maverick et, très vite, le puissant Réploïde devient le chef des Mavericks et, par la même occasion, l'antagoniste principal de la série.
C'est là qu'intervient X. Se sentant responsable de la tournure des événements, X choisit de combattre la menace Maverick et s'engage à arrêter, coûte que coûte, le Réploïde renégat et ses sbires.

### Personnages
X est un androïde plus perfectionné que Mega Man, qui a gardé son nom de prototype. Il a été construit par le docteur Light, déjà responsable de la fabrication des Mega Man, mais celui-ci est mort avant l'achèvement de ce qui devait être sa grande œuvre. Il a la capacité de prendre des décisions, de s'améliorer et a une plus grande résistance. Il ne peut pas, contrairement au premier modèle, fusionner avec un chien robotique ou glisser, mais il peut s'accrocher aux murs et charger son arme. Zero est un réploïde de classe supérieure et une sorte de mentor pour X qu'il prend sous son aile pour le former au combat et lui donner confiance en ses capacités. Il croit en la justice et en la liberté. Il arrive toujours au bon moment pour sauver X d'une dangereuse situation.

### Mavericks
À la différence des Robot Masters de la série classique, simples humanoïdes en armure, les Mavericks de Mega Man X sont des androïdes anthropomorphiques. En outre, alors que les noms des boss de la série classique se limitaient pour la plupart au nom de l'élément ou de l'objet qui les distinguait, suivi du suffixe Man (ex. : Guts Man, Cut Man...), ceux des Mavericks se composent essentiellement du nom de l'animal qu'ils représentent, précédé d'un qualificatif (exemple : Chill Penguin, Storm Eagle).
À l'instar de son ancêtre, Mega Man X peut émuler l'arme d'un Maverick battu et s'en servir pour en vaincre un autre. Si l'usage des armes n'est pas toujours nécessaire, elle facilite en général la tâche du jeu, en particulier face aux ennemis les plus coriaces.
| * | Nom anglais       | Nom japonais       | Apparence         | Niveau                      | Arme             | Faiblesse        |
| - | ----------------- | ------------------ | ----------------- | --------------------------- | ---------------- | ---------------- |
|   | Armored Armadillo | Armor Armarge      | Tatou             | Energy Mine Ruins           | Rolling Shield   | Electric Spark   |
|   | Boomer Kuwanger   | Boomerang Kuwanger | Lucane            | Fortress Tower              | Boomerang Cutter | Homing Torpedo   |
|   | Chill Penguin     | Icy Penguigo       | Manchot           | Abandoned Missile Base      | Shotgun Ice      | Fire Wave        |
|   | Flame Mammoth     | Burnin' Noumander  | Elephas namadicus | Prototype Weapons Plant     | Fire Wave        | Storm Tornado    |
|   | Launch Octopus    | Launcher Octopuld  | Pieuvre           | Subterranean Base           | Homing Torpedo   | Rolling Shield   |
|   | Spark Mandrill    | Spark Mandriller   | Mandrill          | Electromagnetic Power Plant | Electric Spark   | Shotgun Ice      |
|   | Sting Chameleon   | Sting Chameleao    | Caméléon          | Recon Base Ruins            | Chameleon Sting  | Boomerang Cutter |
|   | Storm Eagle       | Storm Eagleed      | Aigle             | New-type Airport            | Storm Tornado    | Chameleon Sting  |

Note : la colonne * indique la couleur de l'armure obtenue de chaque Réploïde.

## Système de jeu

### Capacités
Mega Man X conserve la formule de Mega Man, dans le sens que le joueur doit toujours affronter huit boss dans l'ordre désiré afin de progresser dans le jeu, mais y apporte néanmoins quelques nuances :
Grâce à un système d'accélération d'urgence appelé Dash (charge), X peut se propulser quelques secondes afin de gagner du terrain ou éviter une attaque. X peut grimper aux parois à l'aide de coups de pied (Wall Kick). Cette technique est essentielle pour éviter certaines attaques et avancer dans les niveaux. X peut augmenter sa résistance aux dégâts en récoltant des conteneurs en forme de cœur dispersés à travers les niveaux appelés Heart Tank. Le jeu en compte 8 au total. X peut améliorer ses capacités défensives et offensives en récupérant des parties d'armures développées par son créateur, le professeur Light.

#### Light Armor
L'armure que reçoit X dans le jeu n'a pas de nom officiel. C'est pourquoi elle est souvent appelée La première armure ou encore Light Armor (l'armure de Light), en l'honneur de son créateur. Étant la toute première armure apparue dans la série, elle est de ce fait la moins évoluée ante d'un point de vue technique, ce qui ne réduit en aucun cas son utilité au combat.
Chaque pièce de l'armure récupérée permet à X de bénéficier d'une nouvelle capacité ou encore d'en améliorer une déjà existante. Par exemple, le casque permet à X de démolir des blocs avec un coup de tête, le corps réduit de 50 % les dégâts reçus, buster active un troisième niveau de charge pour le X-Buster et permet de charger les armes secondaires. La jambe active le système d'accélération d'urgence, communément appelé la charge (dash). Il est possible de bénéficier d'une amélioration du X-Buster sans avoir à trouver la capsule respective.

#### Ride Armor
Dans certains niveaux, X peut piloter une armure de combat (Ride Armor). Bien que le véhicule soit relativement lent et peu maniable, il permet à X d'infliger des dégâts considérables au corps à corps, de détruire certains éléments du décor, de charger. L'armure protège également le pilote de tout dégât, mais sa résistance limitée fera en sorte qu'elle explosera après avoir encaissé de trop lourds dégâts.

#### Hadoken
En plus des armes des Mavericks, X peut utiliser le Hadoken, technique ainsi nommée en référence à Street Fighter, un autre jeu de Capcom. Seulement, pour obtenir cette technique, il ne s'agit pas de vaincre un boss, mais plutôt de découvrir une capsule secrète, à condition bien sûr d'avoir auparavant rempli certaines conditions bien précises. Une fois cela fait, l'hologramme du docteur Light, vêtu comme Ryu, se manifestera à X et lui apprendra à se servir du Hadoken. Cependant, contrairement aux autres mise à jour de son armure, X perd ce Hadoken à chaque réinitialisation de la console, et le joueur doit alors refaire le processus pour le récupérer. Lorsqu'il l'utilise (il faut cependant que ses points de vie soient complets), X crie le nom de la technique et lance une boule de feu qui détruit d'un seul coup n'importe quel ennemi, à l'exception de la forme finale de Sigma.

## Portages etremake
Mega Man X a fait l'objet d'un portage DOS, d'une réédition sur PlayStation 2, GameCube et Xbox (Mega Man X Collection) ainsi que d'un remake sur PlayStation Portable, Mega Man Maverick Hunter X.
En 2012, sort un nouveau remake sort sur iPhone et iPad dans une version remasterisé graphiquement avec un nouveau mode facile plus accessible.